# Roßlau (Elbe)
Roßlau (Elbe) è, insieme a Dessau, una delle due parti ("Stadtteil") in cui si divide la città tedesca di Dessau-Roßlau.

## Storia
Il nome antico della città era "Rozelowe" e fu documentata per la prima volta nel 1215. Nel 1359 fu menzionato "Dat borchlen zu Rozlau". Il nome è di eredità olandese e suggerisce la fondazione e l'insediamento della Rosslau da parte degli abitanti della città olandese Reuzel, nel Brabante settentrionale.
La costruzione del ponte sul fiume Elba avvenne nel 1583 e solo 20 anni dopo la fondazione ricevette il diritto di poter tenere i mercati. Durante la guerra dei trent'anni il ponte fu teatro di una battaglia. Pochi anni dopo, nel 1631, il ponte fu distrutto. Sei anni dopo, i soldati imperiali bruciarono la città; nel 1717 la città era di nuovo in fiamme. Nel 1740 furono costruiti il municipio e il castello. Dal 1765 al 1767 la città fu un punto di riferimento per le crociate coloniali della zarina russa Caterina la Grande, principessa del principato di Anhalt-zerbst. Nel 1806 i prussiani in fuga diedero fuoco al ponte sull'Elba. Dal 1836 al 1838 Enrico, duca di Anhalt-Kàthen, condussero la ristrutturazione del castello medievale in modo gotico e romantico.
Negli anni successivi ebbe luogo il collegamento con la rete della compagnia ferroviaria Berlin-Anhalt. Nel 1907 la linea tram tra Dessau e Rosslau fu messa in funzione
Nell'autunno del 1933 il governo nazionalsocialista di Anhalt istituì uno dei primi campi di concentramento nell'ex Volkshaus nella Hauptstrasse 51 in cui i membri del Partito Comunista (KPD) e del Partito Socialdemocratico (SPD) furono arrestati e imprigionati. Nell'estate del 1934 il campo di concentramento fu chiuso. I detenuti rimanenti furono trasferiti nel campo di concentramento di Lichtenburg.
Aiutando la città di Dessau a diventare la capitale del distretto, la città di Rosslau (Elba) divenne suburbanizzata in Dessau dal 1º aprile 1935 al 1º aprile 1946, che diede alla città il numero richiesto di 100 000 abitanti. Nel 1952 il distretto di Rosslau fu costruito nella parte orientale del distretto di zerbst. Questo diede a Rosslau lo status di città di campagna, che mantenne fino al 30 giugno 1994, prima di diventare parte del distretto di Anhalt-zerbst.
Fino al 1991 Rosslau fu la base della 7ª Divisione Carri Armati delle Forze Sovietiche in Germania. 
L'alluvione dell'Elbe del 2002 superò l'alluvione dell'Elbe del 1845.
Nel 2007 la città di Roßlau (Elbe) venne fusa con la città di Dessau, formando la nuova città di Dessau-Roßlau.

## Amministrazione
Da un punto di vista amministrativo, Roßlau costituisce una municipalità (Ortschaft) della città di Dessau-Roßlau; di essa non fanno però parte le frazioni di Meinsdorf, Mühlstedt, Streetz e Natho, che costituiscono delle municipalità distinte.